# Saliha Sultan
Saliha Sultan (osmanisch صالحه سلطان; * um 1680 in Istanbul; † 21. September 1739 ebenda) war die Gemahlin von Sultan Mustafa II. und Valide Sultan unter Mahmud I.

## Leben

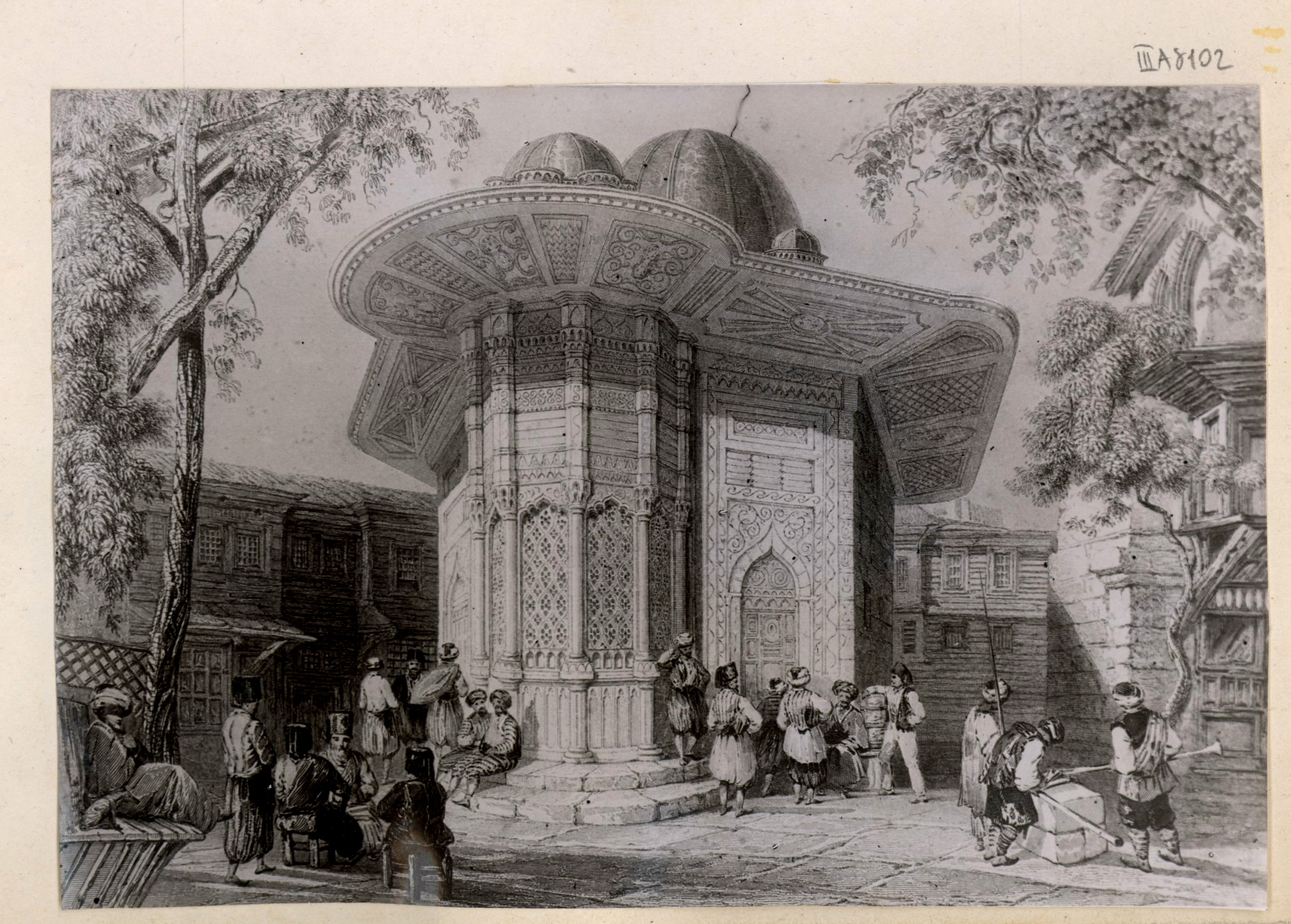
Der Saliha-Sultan-Brunnen in Istanbul

Saliha Sultan wurde angeblich um 1680 in einer griechischen Familie in Azapkapı, Istanbul, geboren. Einer Überlieferung zufolge soll ihre spätere Schwiegermutter Emetullah (Gülnusch Sultan) die Siebenjährige bei einem Spaziergang durch Istanbul in Azapkapı gesehen haben. Ihr gefiel das Mädchen so gut, dass sie die Familie, für welche die Waise als Magd arbeitete, gefragt haben soll, ob sie das Mädchen mitnehmen dürfe. Saliha wurde in den Palast gebracht und erhielt dort eine Ausbildung.
Saliha wurde Konkubine von Sultan Mustafa II. und gebar am 2. August 1696 im Sultanspalast in Edirne ihr einziges Kind Şehzade Mahmud (später Mahmud I.).
Nach dem Janitscharen-Aufstand und der Enthronung Mustafas im Jahr 1703 wurde sie in den alten Palast in Istanbul gebracht, von wo aus sie ihre Bündnisse mit Mitgliedern des Kaiserpalastes und der städtischen Elite organisierte. Ihr Sohn Şehzade Mahmud wurde zusammen mit dem gesamten Hof in den Topkapı-Palast verlegt.
Mahmuds zuverlässigste und einflussreichste Verbündete war Saliha, die aufgrund ihrer politischen Erfahrung und der Netzwerke, die sie im Laufe der Jahre aufgebaut hatte, die Position ihres Sohnes als Nachfolger des Sultans sichern konnte. Sie und ihr Sohn arbeiteten eng mit dem obersten schwarzen Eunuchen Hacı Beşir Ağa zusammen, der seit 1717 dem Harem vorstand.
Im Jahr 1730 wurde Ahmed III. nach dem Patrona-Halil-Aufstand abgesetzt und sein 34-jähriger Neffe Mahmud als neuer Sultan inthronisiert. Als Mutter des neuen Sultans konnte Saliha gleichzeitig eine versöhnliche Rolle spielen und die frühe Regierungszeit ihres Sohnes durch ihre guten Verbindungen im Palast unterstützen. Sie füllte das seit dem Tod ihrer Schwiegermutter und Vorgängerin Gülnuş Sultan im Jahr 1715 entstandene Vakuum und wurde dadurch sehr mächtig und gewann starken Einfluss. Kurz nach der Thronbesteigung Mahmuds bezog Saliha die Gemächer der Königinmutter im Topkapı-Palast.
Mahmud I. ordnete an, seiner Mutter den Feraḥfezā-Palast in Beylerbeyi auf der asiatischen Seite Istanbuls zu bauen (später abgerissen und durch den Beylerbeyi-Palast ersetzt).
In den ersten Jahren seiner Regentschaft wechselte Mahmud seine Großwesire häufig und folgte damit einem Rat seines Onkels und Vorgängers Ahmed. Der glaubte, den Großwesir Nevşehirli Damat Ibrahim Pasha zu lange im Amt gehalten zu haben. Das Ergebnis dieser neuen Politik war darauf ausgerichtet, keine zu starke Persönlichkeit auf dem Posten zu haben. Während dieser Zeit gab es immer wieder Beschwerden über den übermäßigen Einfluss von Saliha Sultan. Es gibt Berichte, dass Kabakulak Ibrahim Pascha, Großwesir im Jahr 1731, Saliha und Beşir Ağa beträchtliche Summen zahlen musste, um seine Position zu sichern. Die ständigen Wechsel der Großwesire öffneten Intrigen allerdings Tür und Tor, und selbst die Unterstützung seiner mächtigen Gönner half Kabakulak Ibrahim Pascha nicht, seinen Posten sehr lange zu behalten.
Im Jahr 1739 erkrankte Saliha schwer und wurde in den Tırnakçı-Palast gebracht in der Hoffnung, dass sie sich dort erholen würde. Trotzdem starb sie am 21. September 1739 und wurde im Türbe von Turhan Hatice Sultan in der Neuen Moschee in Istanbul bestattet.

## Bautätigkeit
Saliha förderte intensiv den Bau von Wasseranlagen als wohltätige Spende zur Festigung der Regierungszeit ihres Sohnes. Die Aufsicht über die Istanbuler Wasseranlagen übernahm sie von ihrer Schwiegermutter Gülnusch Sultan. Das umfasste die Reparatur und Implementierung des Taksim-Wassernetzes sowie die Ausstattung von Brunnen gegenüber der Sitti-Hatun-Moschee in Kocamustafapaşa und in der Nähe des Defterdar-Moschee in Eyüp (1735/36). An der Stelle, wo ihre Schwiegermutter sie einst in Azapkapı zum ersten Mal traf, ließ sie von dem Architekten Mehmed Ağa einen prächtigen Marmorbrunnen errichten.
Außerdem ließ sie die Arabische Moschee in Galata im Jahre 1734/35 renovieren und gründete eine fromme Stiftung, um die Gehälter der Diener der Moschee aufzustocken und Koran-Lesungen zu ermöglichen.
Ihre Bautätigkeit strahlte über die Hauptstadt hinaus und umfasste die Umwandlung der Hacı-Ömer-Moschee in Çengelköy in eine Gemeindemoschee, die saniert und mit einem gemauerten Minarett und einer Kanzel ausgestattet wurde. Daneben ließ sie die Alaca-Minare-Moschee in Üsküdar rekonstruieren und restaurierte die Gemeindemoschee in der Festung von Eriwan.